# Mikey Way
Michael James Way (* 10. září 1980, Newark, New Jersey, USA) je baskytarista kapely My Chemical Romance a Electric Century. Je mladším bratrem frontmana kapely Gerarda Waye. S Gerardem jsou vzdálení příbuzní Joe Rogana, hostitele show Fear Factor na NBC, je to také bývalý člen sitcomu NewsRadio[zdroj?].
Mikey přišel s názvem kapely My Chemical Romance, když si prohlížel knihu Ecstasy: Three Tales of Chemical Romance (Extáze: Tři Příběhy o Chemické Lásce) od Irvina Welshe během práce v knihkupectví Barnes & Noble (největší americký knižní řetězec) v Cliftonu, New Jersey[zdroj?].
O Mikeym se říkalo, že se naučil hrát na basovku jen kvůli MCR, ale na DVD Life on the Murder Scene Mikey potvrdil, že už odmala hrál jako amatér a dokonce mohl hrát s Frankovou bývalou kapelou Pencey Prep, ale nevzali ho. Hraje na basovou kytaru Fender Standard Precision Bass nebo na Fender Jaguar Bass.

## Osobní život
7. 3. 2007 si po koncertě v Las Vegas v zákulisí Orleánské arény vzal svou snoubenku Alicii Simons. Oddal je James Dewees frontman kapely Reggie and the Full Effect[zdroj?].
23. 4. 2007 kapela oznámila, že Mikey načas opouští kapelu, aby měl více času na Alicii. Gerard vydal prohlášení na webových stránkách kapely, že Mikeyho nahradí kytarový technik Matt Cortez.